# Vagrant Story
 (août 2015).
Si vous disposez d'ouvrages ou d'articles de référence ou si vous connaissez des sites web de qualité traitant du thème abordé ici, merci de compléter l'article en donnant les références utiles à sa vérifiabilité et en les liant à la section « Notes et références ».
Vagrant Story (ベイグラントストーリー, Beiguranto Sutōrī) est un jeu vidéo de rôle développé et publié par Square pour la PlayStation le 10 février 2000 au Japon, le 15 mai 2000 en Amérique du Nord et le 21 juin 2000 dans la région PAL. Le jeu a été réalisé en grande partie par l'équipe de Yasumi Matsuno, responsable de Final Fantasy Tactics, et est l'un des rares titres à avoir obtenu la note maximale dans le magazine japonais Famitsu, 40 sur 40.
L'intrigue du jeu tourne autour d'Ashley Riot, un agent d'élite envoyé dans la cité de LéaMundis pour enquêter sur le lien que le chef d'une secte entretient avec un membre du Parlement, le Duc Bardora. Ashley a été accusé du meurtre du Duc, et le jeu raconte les événements qui se sont déroulés une semaine avant l'assassinat.
Le jeu se démarque d'un jeu de rôle classique dans la mesure où son gameplay ne présente ni magasins ni interactions avec des personnages non-joueurs, se concentrant en revanche sur la création et la modification d'armes.

## Système de jeu
Vagrant Story est un dungeon crawler, dans lequel le joueur dirige Ashley Riot dans l'exploration de la ville fantôme et des catacombes de LéaMundis. Le système de combat requiert que le joueur enchaîne des attaques pour infliger efficacement des dommages aux adversaires. Ces enchaînements d'attaques se réalisent en appuyant sur des boutons de la manette de façon synchronisée, d'une manière qui rappelle les jeux de rythme.
Les dommages infligées varient également en fonction de la partie du corps visée de l'ennemi et du type d'arme utilisée par le joueur. Plus Ashley combat, et plus sa barre de «Risk» (représentant la nervosité d'Ashley) se remplit, ce qui a pour effet d'augmenter la puissance de ses attaques, en diminuant en revanche leur précision. Par ailleurs, des compétences défensives permettent à Ashley de réduire ou de renvoyer les coups qu'il subit, ou d'échapper aux altérations d'état. Des sorts peuvent être lancés pour attaquer, se soigner, ou encore modifier les attributs d'Ashley ou de ses ennemis. Enfin, Ashley peut apprendre des Break Arts, attaques spéciales qui diminuent ses points de vie en échange de dommages supplémentaires à l'adversaire.
En plus de combattre, Ashley peut courir, sauter et déplacer des caisses ou des cubes pour se frayer un chemin dans les donjons. Ashley peut aussi utiliser de la magie de guérison, de la magie de feu, etc.

## Synopsis
Membre des troupes d'élite des forces royales, Ashley Riot a subi une tragédie personnelle qui continue à le plonger dans une profonde détresse. Transféré dans l'unité Riskbreaker, la plus difficile, il tente de lever le voile sur les secrets que recèlent la cité maudite de Léa Mundis.

## Développement
Équipe

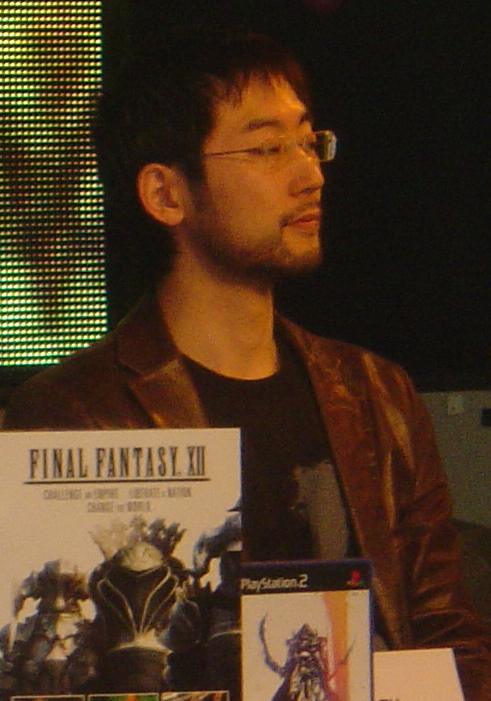
Hiroshi Minagawa est le directeur artistique de Vagrant Story.

- Producteurs exécutifs : Hironobu Sakaguchi, Tomoyuki Takechi, Hisashi Suzuki
- Producteur / réalisateur : Yasumi Matsuno
- Directeur artistique / Superviseur modélisation des personnages : Hiroshi Minagawa
- Conception des personnages / Superviseur modélisation des décors : Akihiko Yoshida
- Superviseur modélisation des décors : Akiyoshi Masuda
- Conception des décors : Yukiko Inoue, Yoshinari Hirata, Akiko Honne, Takafumi Hori, Tsutomu Mouri, Hiroyuki Sano, Rena Sasaki, Takahiro Yamashita
- Superviseur des effets visuels : Jiro Mifune
- Conception des effets visuels : Noriko Ikeda
- Modélisation des personnages : Tomomi Fujino, Eiichiro Nakatsu, Tsuyoshi Namiki
- Animation des personnages : Yasuhide Hino, Tadashi Soeda, Kazuhiko Takahashi (ja), Tsunataro Yoshida
- Programmeur principal : Taku Murata
- Musique originale : Hitoshi Sakimoto

## Accueil
Ce jeu est classé "10e meilleur jeu de rôle de tous les temps" selon le site français Jeuxvideo.com.

## Postérité
En décembre 2014, Vagrant Story figure dans un article de GamesTM intitulé « 10 joyaux PlayStation sous-estimés » : « Le jeu a été scandaleusement sous-marketé et n'a jamais atteint le top du classement des ventes. Peut-être parce qu'il était alors en compétition avec les autres productions de Square, Final Fantasy IX et Chrono Cross. »
En 2018, la rédaction du site Den of Geek mentionne le jeu en 1re position d'un top 60 des jeux PlayStation sous-estimés : « C'est dingue de penser qu'un RPG de SquareSoft n'est pas apprécié comme il se doit, et c'est précisément le cas du sublime Vagrant Story. On peut dire que c'était le Dark Souls de son époque, une expérience unique et un gros challenge, mais malheureusement ces qualités n'ont pas été suffisantes quand le jeu est sorti, et il n'y a aucun espoir de voir une suite un jour. »